# Феліш Коррейя
Фе́лікс Алекса́ндре А́ндраде Са́нчес Корре́йя (порт. Félix Alexandre Andrade Sanches Correia; нар. 22 січня 2001) — португальський професійний футболіст, який грає на позиції нападника за клуб «Лілль» з Ліги 1.

## Клубна кар'єра

### Манчестер Сіті
«Манчестер Сіті» віддав Коррейю в оренду «Йонг АЗ» на сезон 2019–20. 23 серпня 2019 року він дебютував у Першому дивізіоні за «Йонг АЗ» у матчі проти «Осс» .  Коррейя завершив сезон, зігравши 23 матчі, забивши три голи та віддавши п'ять результативних передач. 

### Ювентус U23
30 червня 2020 року «Ювентус» погодився підписати контракт з Корреєю строком на п’ять років у рамках обміну, в якому Пабло Морено перейшов у зворотному напрямку. Коррейя забив свій перший гол і зробив першу результативну передачу за «Ювентус U23» у своєму дебютному матчі в Серії C 28 вересня 2020 року проти «Про Сесто», допомігши команді перемогти з рахунком 2:1.

### Ювентус

#### Дорослий дебют
Коррейя вперше потрапив до заявки основної команди 13 січня 2021 року в матчі Кубка Італії проти «Дженоа».  Дебютував у основному складі 2 травня, вийшовши з лави запасних замість Хуана Куадрадо на 83-й хвилині в переможному матчі ліги проти «Удінезе» з рахунком 2:1. 

#### Оренда до Парми
13 серпня 2021 року Коррейю було віддано в оренду клубу Серії B «Парма» з правом викупу.  12 вересня Коррейя дебютував за «Парму» у переможному матчі проти «Порденоне» з рахунком 4:0. 

#### Оренда до Марітіму
31 січня 2023 року Коррейю було віддано в оренду до «Марітіму» до кінця сезону.  Пабло Морено також грав за «Марітіму» на той час. Морено та Коррейю обміняли один на одного трьома роками раніше. 
«Марітіму» завершив сезон на 16-му місці, що призвело до участі в стикових матчах на вильот із клубом «Ештрела» (який посів 3-тє місце в Другій лізі Португалії). Після нічиєї 3:3 за сумою двох матчів справа дійшла до серії пенальті. Коррейя не реалізував вирішальний пенальті, і «Марітіму» вперше за 38 років вилетів до другого дивізіону.

#### Оренда до Жил Вісенте
22 серпня 2023 року Коррейя повернувся до Португалії, оформивши нову оренду терміном на один сезон у клуб Прімейра-ліги «Жил Вісенте».

#### Жил Вісенте
2 липня 2024 року Коррейя підписав з «Жилом Вісенте» постійний контракт на наступні чотири сезони. 

## Нагороди
Португалія U-19
- Віце-чемпіон чемпіонату Європи УЄФА серед юнаків до 19 років: 2019 [15]

Індивідуальні
- Збірна турніру чемпіонату Європи серед юнаків до 19 років: 2019: 2019 [16]

## Зовнішні посилання
- Феліш Коррейя на сайті ForaDeJogo (англ.) (порт.)